# راكان (اسم)
راكان يُكتب أيضاً ركان اسم علم مذكر عربي، معناه في اللغة العربية  الوقار والثبات ويعني كذلك الرزانة والهدوء، والاسم مشتق من الفعل «ركن» أي وثق.

## أعلام حملوا اسم راكان
- راكان بن حثلين فارس وزعيم قبيلة العجمان من الجزيرة العربية عاش في القرن التاسع عشر.
- راكان تحسين بك ممثل سوري.
- راكان النصف عضو مجلس الأمة الكويتي.
- راكان الطويرقي لاعب كرة قدم سعودي.
- راكان دبدوب نحّات ورسّام تشكيلي وأستاذ جامعي عراقي.
- راكان الشملان لاعب كرة قدم سعودي.
- راكان النجار لاعب كرة قدم سعودي.
- ركان الصفدي شاعر وباحث سوري.
- راكان الحافظي لاعب كرة قدم سعودي.
- ركان الخالدي لاعب كرة قدم أردني.